# Marcel van der Linden
Marcel Marius van der Linden (nascido em 9 de outubro de 1952) foi diretor de pesquisa do Instituto Internacional de História Social até 2014. É atual Pesquisador Sênior do Instituto, e também detém uma cátedra dedicada à história dos movimentos sociais no Instituto Universidade de Amsterdã .
Van der Linden foi eleito o primeiro presidente da Associação Internacional de História Social, fundada em Sydney em 2005, com residência atual em Amsterdã. Ele foi presidente de 2005-2010, depois de 2010-2015, e foi novamente eleito para o período de 2015-2020.
Van der Linden é amplamente reconhecido em seu campo por sua abordagem de uma "história global do trabalho" que ele deenvolve desde a década de 1990. A história do trabalho global é vista por muitos estudiosos dos estudos do trabalho como um novo paradigma que quer superar tanto a história do trabalho tradicional quanto a “nova história do trabalho” desenvolvida na década de 1960 por estudiosos como Eric Hobsbawm e EP Thompson .
Marcel van der Linden recebeu um doutorado honorário da Universidade de Oslo em 2008. Ele também recebeu o Prêmio René Kuczynski (Berlim/Viena 2009) e o Bochumer Historikerpreis (2014).